# Norwegian Cruise Line
Norwegian Cruise Line (NCL), також відома скорочено як Norwegian — є американською круїзною компанією, заснованою у 1966 році, зареєстрованою на Бермудських островах і зі штаб-квартирою в Маямі. Третя за величиною круїзна компанія у світі за кількістю пасажирів, яка контролює близько 8,6 % загальної частки світового круїзного ринку за кількістю пасажирів станом на  2021. Повністю належить материнській компанії Norwegian Cruise Line Holdings.

## Історія

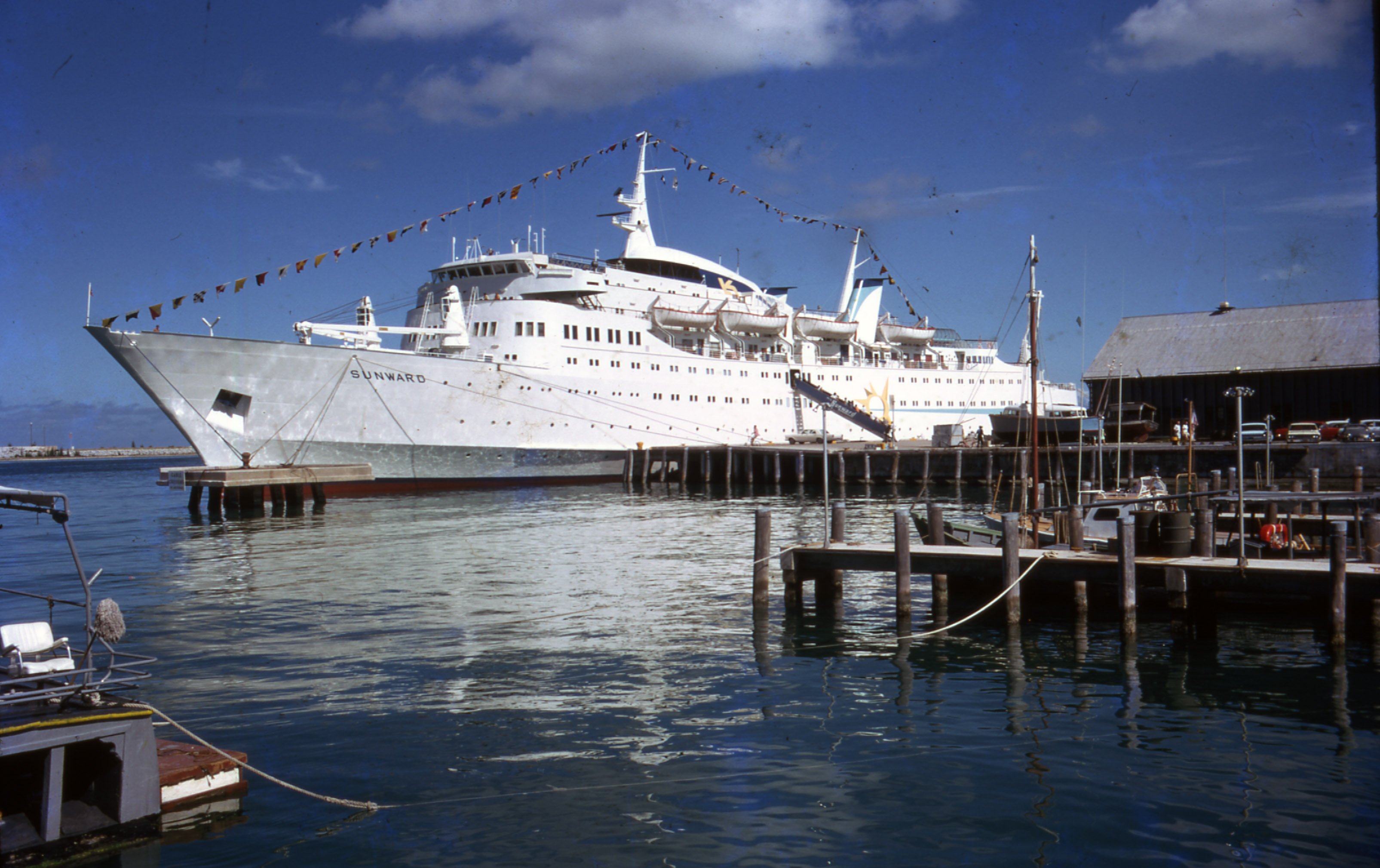
Перше судно Norwegian Caribbean Line Sunward

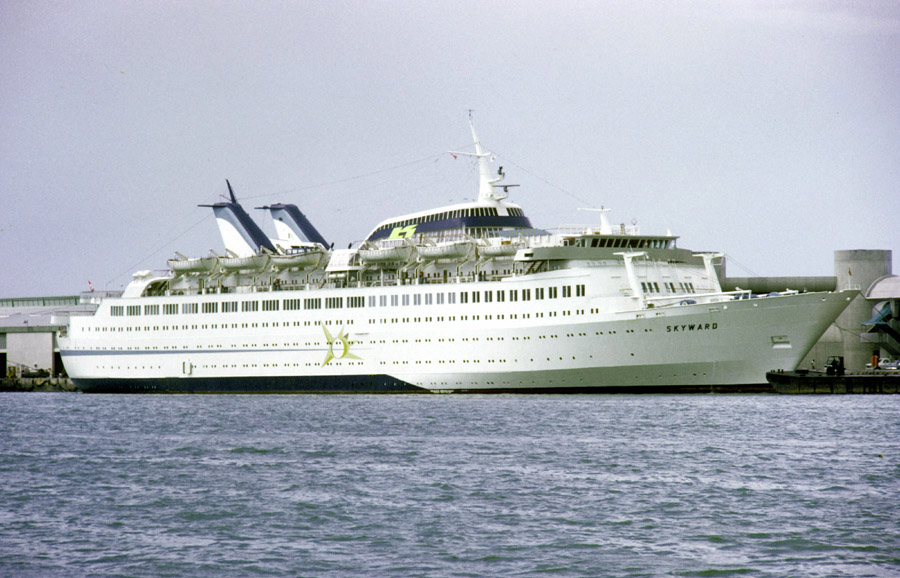
Starward і Sister Skyward були першими спеціально побудованими кораблями для NCL

Круїзну лінію було засновано у 1966 році норвежцем Кнутом Клостером та ізраїльтянином Тедом Арісоном із вантажопідйомністю 8666 тонн, 140 метровий круїзний лайнер/автомобільний пором Sunward, який у 1966 році працював як автомобільний пором між Саутгемптоном у Великобританії та Гібралтаром лише протягом одного короткого сезону. Sunward вперше керував судноплавною компанією Arison і продавався як Ensign Cruises. Арісон незабаром пішов, щоб створити Carnival Cruise Lines, тоді як Kloster придбав додаткові кораблі для Карибського обслуговування, а лінію перейменували та продали як Norwegian Caribbean Line.

### SSНорвегія

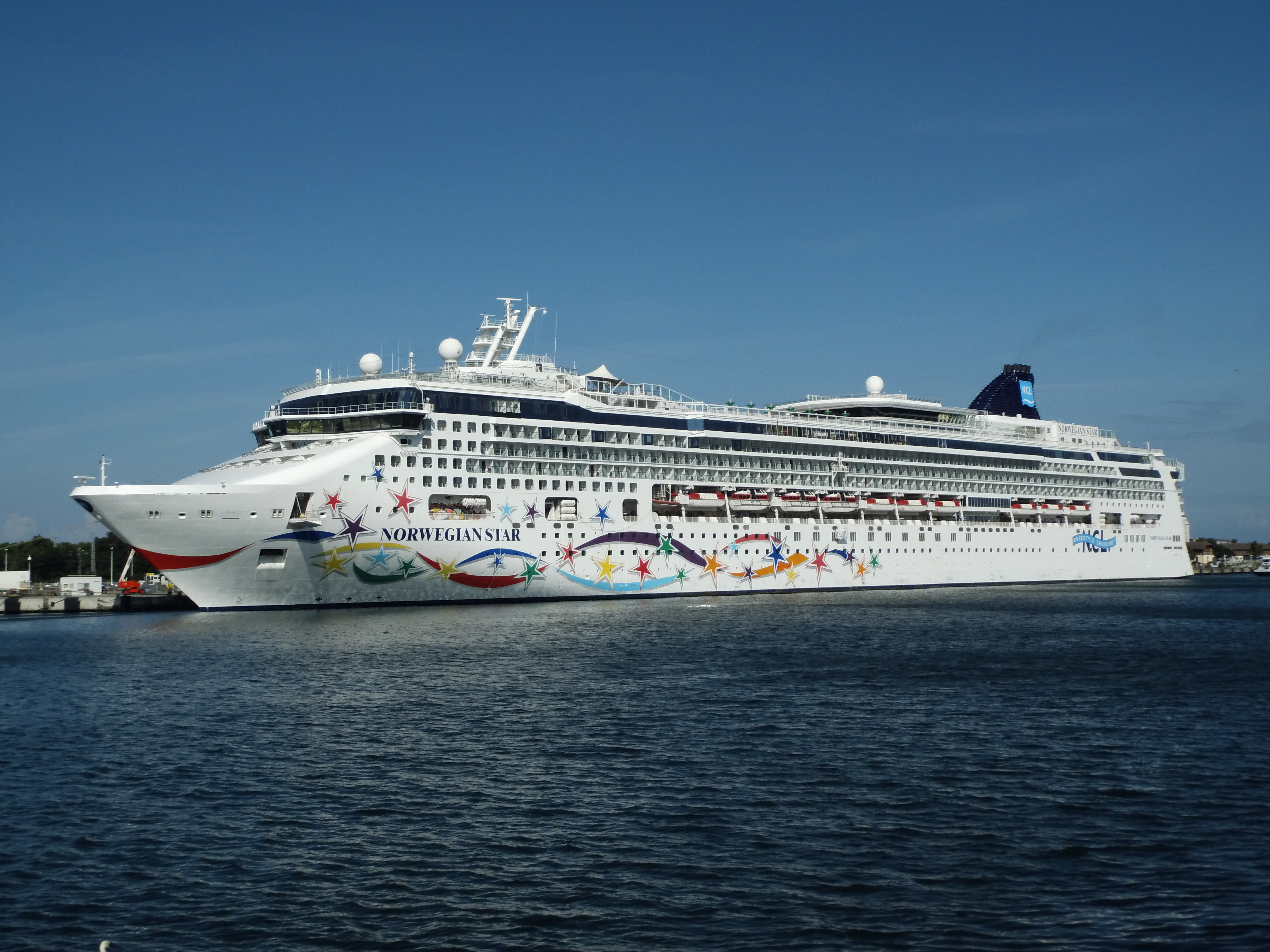
Norwegian Star — перша нова споруда у власності Star Cruises

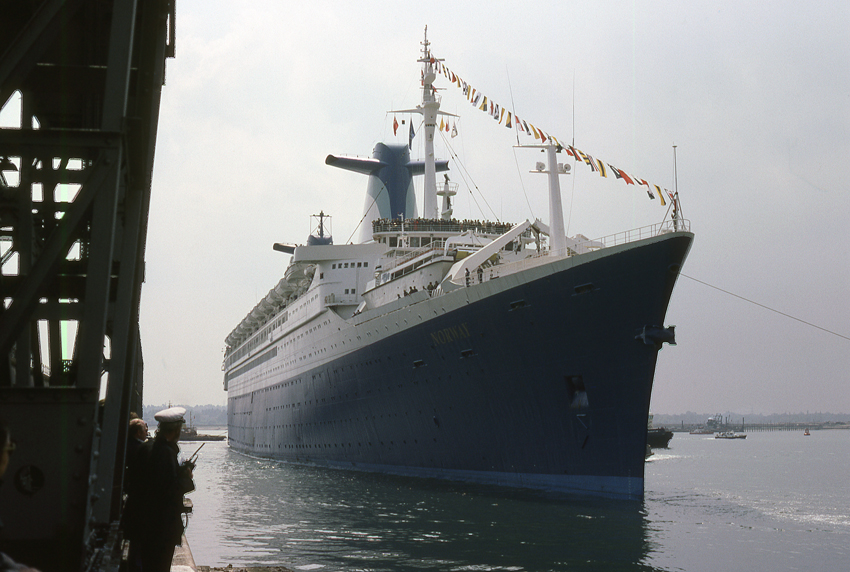
SS Norway прибуває в Саутгемптон

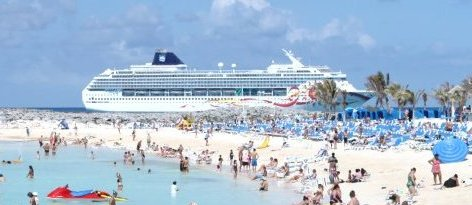
Great Stirrup Cay

Норвежці потрапили в газетні заголовки з придбанням лайнера SS Франція у 1979 році, перебудувавши лайнер під круїзний лайнер і перейменувавши його в Норвегію. Конверсія коштувала понад 100 мільйонів доларів США. 305 метрів завдовжки та водотоннажністю 52 000 тонн «Норвегія» на той час була значно більшою, ніж будь-який існуючий круїзний лайнер, і використала додатковий простір, додавши більшу, ніж зазвичай, різноманітність бортових розваг. Її успіх проклав шлях до нової ери гігантських круїзних суден.

## Модернізація флоту
Завдяки фінансовій підтримці Star Cruises Norwegian Cruise Line, що переживає труднощі, змогла почати заміну більшої частини свого старого та вживаного флоту новими кораблями. На додаток до Norwegian Sun, Star Cruises вже замовили кораблі для свого власного флоту в Meyer Werft, який буде передано Norwegian під час будівництва, причому перші два дебютували як Norwegian Star у 2001 році та Norwegian Dawn у 2002 році. Після цього почнеться прискорена нова програма будівництва, додавши ще чотири нові кораблі протягом п'ятирічного періоду.

## Приватні острови
Норвежцям належать два приватні острови в Карибському морі: Harvest Caye в Белізі і Great Stirrup Cay на Багамах.